# Markvartice (ort i Tjeckien, Vysočina, lat 49,20, long 15,77)
Markvartice är en ort i Tjeckien.   Den ligger i regionen Vysočina, i den centrala delen av landet, 140 km sydost om huvudstaden Prag. Markvartice ligger 557 meter över havet och antalet invånare är 247.
Terrängen runt Markvartice är huvudsakligen platt, men norrut är den kuperad. Terrängen runt Markvartice sluttar österut.Runt Markvartice är det ganska glesbefolkat, med 50 invånare per kvadratkilometer. Närmaste större samhälle är Třebíč, 8,4 km öster om Markvartice. Trakten runt Markvartice består till största delen av jordbruksmark.